# Плацдарм «Сорд»

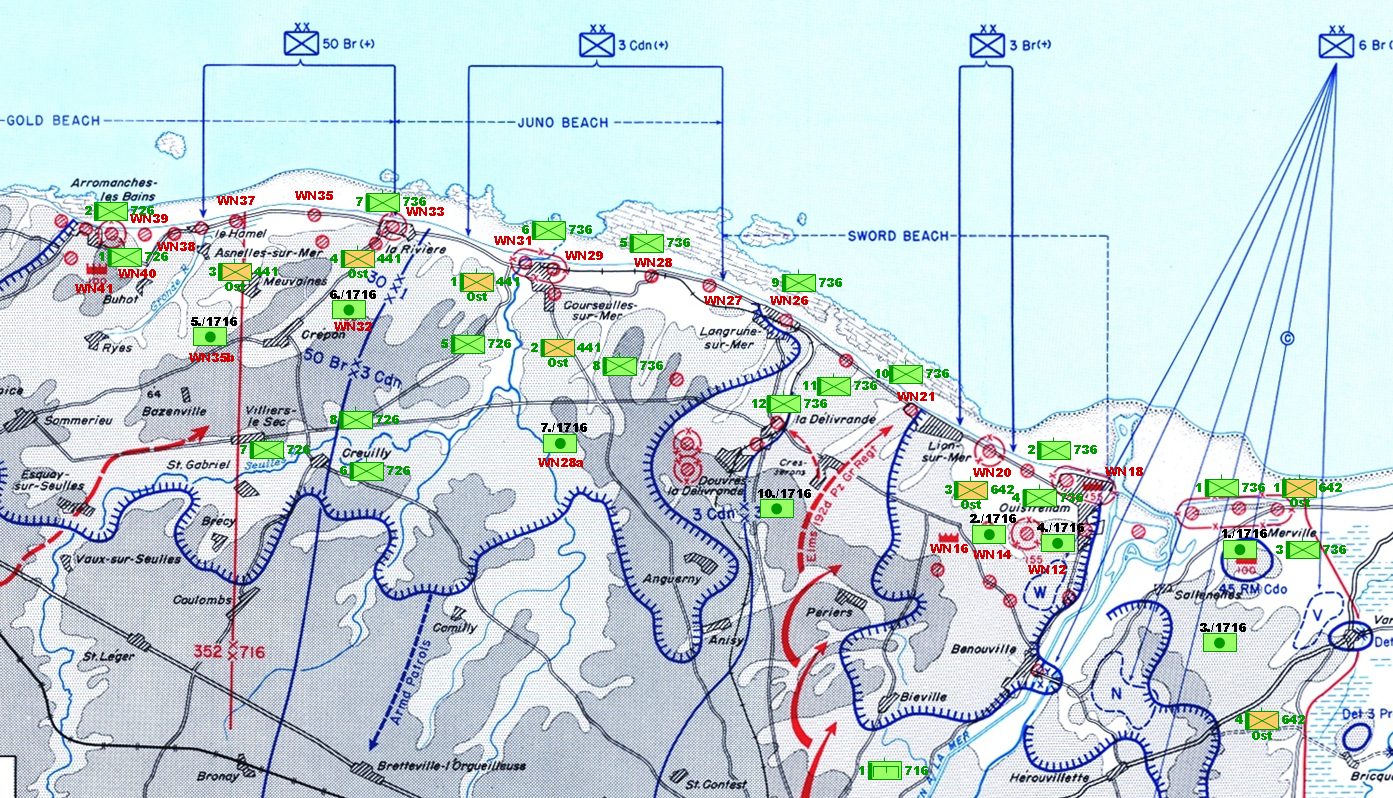
Карта районів берегової оборони, які утримувала 716-та німецька дивізія в смузі вторгнення союзників. Плацдарми «Голд», «Джуно» та «Сорд» (зліва направо)

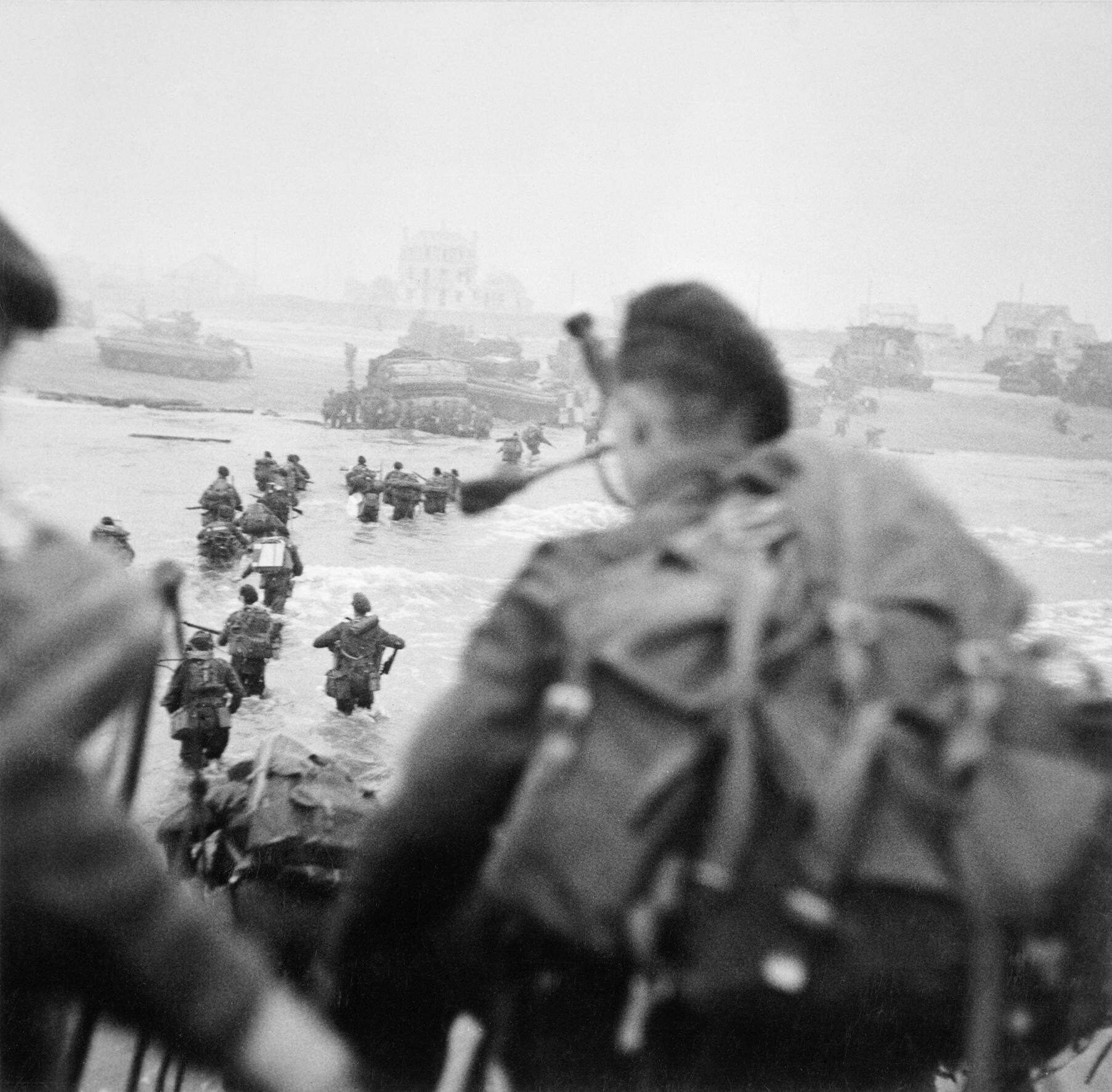
«Пляж Сорд». Симон Фрезер, лорд Ловат, командир 1-ї бригади командос, висаджується на берег зі своїми солдатами

Плацдарм «Сорд» (англ. Sword Beach) — кодове найменування одного з п'яти секторів вторгнення союзників силами 1-го корпусу 2-ї британської армії 6 червня 1944 року на узбережжя окупованої нацистами території Франції в ході висадки в Нормандії часів 2-ї світової війни.

## Історія
На розташований на самому крайньому східному фланзі всієї зони висадки союзних військ, на відстані 12 км від Кана, плацдарм «Сорд», який грав одну з найважливіших ролей в планах операції, висаджувалася 3-тя піхотна дивізія Великої Британії. Дивізія здійснювала висадку одночасно зі своїми силами підтримки — 27-ю окремою танковою бригадою, 1-ю бригадою спеціальних операцій (посилену французькими командос) і додатковими силами, у тому числі підрозділами 79-ї бронетанкової бригади.
Основним завданням 3-ї піхотної дивізії Великої Британії було захоплення міста Кан — старовинного міста Нормандії.
Окрім цього, завданнями були — оволодіння і утримання в околицях Кана (на відстані 18 км від узбережжя) аеродрому Карпіке; вихід до зон висадки 6-ї повітрянодесантної дивізії, яка утримувала захоплені мости через Орн, і захват пануючих висот поблизу Кана. Командир 1-го корпусу британців генерал-лейтенант Джон Крокер перед висадкою віддав чіткий наказ: місто має бути або захоплене до кінця 6 числа або ефективно блокований, позбавивши німців можливості вирватися з міста.
Плацдарм «Сорд» був морським узбережжям протяжністю 8 км від населеного пункту Сент-Обен-сюр-Мер до річки Орн і був поділений на 4 ділянки вторгнення:
- «Обоє» — від Сент-Обен-сюр-Мер до Люк-сюр-Мер;
- «Пітер» — від Люк-сюр-Мер до Ліон-сюр-Мер;
- «Квін» — від Ліон-сюр-Мер до Ерманвіль-сюр-Мер;
- «Роджер» — від Ерманвіль-сюр-Мер до Уїстреам.

Безпосередня підготовка до вторгнення на плацдарм почалося о 3:00 з бомбардування авіацією вогневих позицій берегової артилерії. Через декілька годин почався обстріл корабельною артилерією.
О 7:25 перші підрозділи десанту досягли пляжу на ділянках Квін і Пітер. Війська спеціального призначення після висадки негайно приступили до виконання поставленого завдання — вийти до районів десантування 6-ї дивізії і підсилити їх. Опір німців на плацдармі був дуже слабким, тому вже через 45 хвилин британські війська здолали основну лінію оборони противника і до 13 годин досягли річки Орн, де з'єдналися з парашутистами, висадженими в тил противника з метою захоплення панівних висот і мостів через річку Орн.
О 16:00 війська зазнали атаки танкових підрозділів 21-ї танкової дивізії Вермахту, у тому числі до 50 танків Т-IV, — проте, зазнавши певних втрат після авіаційних ударів союзників і зіткнувшись з лютим опором десанту, угрупування не змогло досягти значного успіху і у результаті до вечора 6 червня вимушене було відійти на вихідні позиції.
Підрозділи британської піхоти швидко опанували прибережну смугу і до кінця першого дня без значних втрат просунулися углиб плацдарму на глибину до 8 км. У той же час, головне завдання дня, яке ставив Монтгомері, — опанування Каном — так і не було досягнуто. Кан наполегливо оборонявся і залишався в руках німців аж до середини липня, коли після затяжних боїв Кан був повністю звільнений 20 липня.
До півночі 6 червня британські війська зосередили на плацдармі 28 845 військовослужбовців 1-го корпусу, міцно утримуючи захоплені позиції.